# Acido trimesico
L'acido trimesico o acido 1,3,5-benzentricarbossilico è un composto organico con formula C9H6O6. È uno dei tre possibili isomeri derivati del benzene con tre gruppi carbossilici; gli altri due isomeri sono l'acido trimellitico (acido 1,2,4-benzentricarbossilico) e l'acido emimellitico (acido 1,2,3-benzentricarbossilico). In condizioni normali l'acido trimesico puro si presenta come solido bianco; i campioni commerciali possono essere beige. Il composto è presente in natura in ligniti e carboni bituminosi, assieme a numerosi altri acidi organici aromatici.

## Struttura
La molecola dell'acido trimesico è planare. Allo stato solido l'acido trimesico forma cristalli prismatici monoclini, gruppo spaziale C2/c, con costanti di reticolo a = 2652 pm, b = 1642 pm e c = 2655 pm, con β = 91,53°, 48 unità di formula per cella elementare. Nel cristallo sono presenti reticoli bidimensionali interpenetrati, formati da cicli di sei molecole di acido trimesico legate tra loro con legami idrogeno O–H⋯O in modo da formare anelli esagonali con uno spazio vuoto al centro.

## Sintesi
L'acido trimesico viene ottenuto per ossidazione del mesitilene (1,3,5-trimetilbenzene).

## Applicazioni
L'uso principale dell'acido trimesico è come additivo per resine poliestere e per tutti i polimeri contenenti gruppi amminici o fenolici che possono interagire con i suoi gruppi carbossilici. Queste modificazioni introducono un certo grado di reticolazione nel polimero variandone le proprietà.
Nei laboratori di ricerca l'acido trimesico è molto utilizzato sfruttando le sue caratteristiche geometriche dovute alla direzionalità dei tre gruppi carbossilici. Ad esempio, viene usato per costruire materiali nanoporosi, polimeri di coordinazione, carriers per rilascio controllato di farmaci, metal organic frameworks, sistemi supramolecolari auto-assemblati.

## Tossicità / Indicazioni di sicurezza
L'acido trimesico è disponibile in commercio. Non è considerato pericoloso secondo il regolamento (CE) 1272/2008, ma è infiammabile ed è stato indicato come irritante per la pelle, gli occhi e il sistema respiratorio.